# Карсон, Кевин
Кевин Амос Карсон — американский политолог, публицист, мютюэлист, индивидуалистический анархист и анархо-синдикалист (член ИРМ). Является участником Альянса либертарных левых (англ. Alliance of Libertarian Left) и Движения добровольной кооперации. Основными его работами являются «Исследования мютюэлистской политической экономии», «Организационная теория: Либертарная перспектива» и «Железный кулак за Невидимой рукой». Карсон также является автором в многих интернет-журналах и блогах, включая Just Things, The Art of the Possible, P2P Фонд и его собственный блог Mutualist. Некоторые из его статей публикуются в бумажном журнале The Freeman: Ideas on Liberty. Его сочинения на тему политической экономии цитируются в популярном справочнике «Часто задаваемые вопросы анархизма» и были предметом обсуждения в Journal of Libertarian Studies (часть 20, № 1, зима 2006). Карсон также занимает должность научного сотрудника в Центре безгосударственного общества. Проживает в городе Фейетвилл, штат Арканзас.
Карсон описывает свою политику как существующую «на границе либертарианства свободного рынка и социализма». Он рассматривает работы Бенджамина Такера, Ральфа Борсоди, Льюиса Мамфорда и Ивана Иллича в качестве источников вдохновения своей философии.

## Идеи и принципы
В дополнение к определённой анархо-индивидуалистом Бенджамином Такером «большой четверке» монополий (на землю, деньги, тарифы и патенты), Карсон утверждает, что государство также передаёт богатства богатым за счет субсидирования организационной централизации, в виде субсидирования транспорта и коммуникаций. Он считает, что Такер не уделил внимания этому вопросу из-за того, что сосредоточился на частных рыночных сделках, сам же Карсон рассматривает вопросы организации.
Теоретические разделы «Исследований мютюэлистской политической экономии» представлены как попытка интегрировать маржиналистскую критику в трудовую теорию стоимости. Карсон также резко критикует интеллектуальную собственность. Основным акцентом его последних работ является децентрализация производства, а также неформальная экономика и экономика домашнего хозяйства.

### Свободный рынок против капитализма
В отличие от некоторых других рыночных анархистов, Карсон определяет капитализм исходя из исторических условий, делая при этом акцент на историю государственного вмешательства в рыночную экономику. Он говорит: «[это] государственное вмешательство отличает капитализм от свободного рынка». Он не определяет капитализм в идеализированном смысле, но говорит, что когда он говорит о «капитализме», он имеет в виду то, что он называет «реально существующим капитализмом». Он считает, что «свободный капитализм, с исторической точки зрения, это оксюморон», но не вступает в конфликт с анархо-капиталистами, которые используют этот термин отлично от «реально существующего капитализма». В ответ на заявления, что он использует термин «капитализм» неправильно, Карсон говорит, что он сознательно намерен возродить то, что по его утверждению, является изначальным определением слова, чтобы «поставить точку». Он утверждает, что «термин „капитализм“, так, как он применялся первоначально, не относится к свободному рынку, а к типу государственной классовой системы, в которой капиталисты контролировали государство и государство вмешивалось в рынок от их имени». Карсон считает, что «реально существующий капитализм» основан на «акте грабежа настолько же крупном, как и при феодализме». Карсон утверждает, что в настоящей свободной рыночной системе, возможность извлекать прибыль из труда и капитала была бы незначительной. Карсон полагает, что централизация богатств в иерархии классов происходит из-за вмешательства государства, чтобы защитить правящий класс, используя при этом денежную монополию, предоставляя патенты и субсидии корпорациям, применяя дискриминационное налогообложение, и используя военное вмешательство, чтобы получить доступ к мировым рынкам. Основным тезисом Карсона является то, что в соответствии с настоящей рыночной экономикой, отделение труда от собственности и подчинение труда капиталу было бы невозможным, в результате чего сложилось бы бесклассовое общество, где люди могли легко выбрать между работой фрилансера, работающего за справедливую заработную плату, принимать участие в кооперативе, или стать предпринимателем (см. «Железный кулак за Невидимой рукой»).
Карсон сочувственно писал о некоторых анархо-капиталистах, утверждая, что они используют слово «капитализм» в ином смысле, чем это делает он, и что они по праву представляют разновидность анархизма. По его словам, «большинство людей, называющих себя анархистами-индивидуалистами сегодня являются последователями австрийской экономической теории Мюррея Ротбарда и отказались от трудовой теории стоимости». Однако с выходом его книги «Исследования мютюэлистской политической экономии» он надеется вдохнуть жизнь в мютюэлизм. В своей книге он пытается синтезировать австрийскую школу с трудовой теорией стоимости, или «австризовать» последнюю за счет включения субъективизма и временного предпочтения.

### Вульгарное либертарианство
Карсон считает себя изобретателем уничижительного термина «вульгарное либертарианство» (vulgar libertarianism), который описывает использование идеологии свободного рынка для защиты корпоративного капитализма и экономического неравенства. По словам Карсона, этот термин происходит от фразы «вульгарная политэкономия», которой Карл Маркс называл экономический порядок, который «преднамеренно становится всё более и более примирительным и делает напряженные попытки заболтать существование идеи, которая содержит противоречия [существующие в экономической жизни]».
В «Исследованиях мютюэлистской политической экономии» Карсон пишет, что
Идеальное общество «свободного рынка» [вульгарных либертарианцев], похоже, не что иное, как реально существующий капитализм минус регулирующее и социальное государство — возможно, некая гипертрофированная версия феодально-разбойничьего капитализма 19-го века; или, что ещё лучше, общество, «реформированное» Пиночетом и его последователями, для которых Милтон Фридман и Чикаго-бойз играют роль Платона.
Достаточно много работ Карсона посвящено критике других авторов, которых он воспринимает как вульгарных либертарианцев. Из-за особенности регулярного возвращения к этой теме его блог называют «вахтой по вульгарному либертарианству». Среди экономистов и организаций, которые он обвинил в вульгарном либертарианстве, числятся Людвиг фон Мизес, Милтон Фридман, Мадсен Пири, Рэдли Болко и Институт Адама Смита.
Этот термин сейчас часто используется либертарианцами и анархистами, которые выступают за свободный рынок и равенство возможностей, отвергая корпоративный капитализм.

## Исследовательская карьера
В ноябре 2008 года Центр безгосударственного общества (англ. Center for a Stateless Society) объявил, что будет нанимать Карсона как своего научного сотрудника и первого оплачиваемого штатного работника. С января 2009 г. Карсон произвел несколько исследований для Центра. Также им было написано довольно много политических статей с комментариями на темы приватизации, деятельности департамента юстиции правительства Обамы и «войны с наркотиками».

## Сочинения
- Железный кулак за невидимой рукой (2001)
- Путеводитель в будущее. Предисловие Кевина Карсона // Кропоткин П. А. Поля, фабрики и мастерские. Промышленность, соединённая с земледелием, и умственный труд с ручным. — Неверленд: Эгалите, 2024. — с. 3-18.